# GAME (ритейлер)
GAME — британський ритейлер відеоігор, який раніше був дочірньою компанією Game Digital та повністю належав Frasers Group з червня 2019 року.
Витоки компанії лежать в основі заснування Rhino Group Террі Норрісом та Бевом Ріплі в 1992 році. У 1990-х роках відбувся ряд злиттів та поглинань, а в 1999 році компанія була придбана Electronics Boutique Limited, яка перейменувала себе на The Game Group. Компанія продовжувала розширюватися протягом 2000-х років, придбавши кілька роздрібних торговців, включаючи Gameswizards в Австралії.
У березні 2012 року кілька постачальників, включаючи Nintendo, Electronic Arts та Capcom, відмовились поставляти свої новітні продукти через побоювання щодо кредитоспроможності Game. Згодом GAME зазнала процесу банкрутства 26 березня 2012 року та була викуплена компаніє OpCapita наступного тижня. Згодом Baker Acquisitions було перейменовано в Game Retail Ltd.
Компанія працювала у Великій Британії під брендами GAME і Gamestation з моменту придбання останньої в травні 2007 року до кінця 2012 року, коли було оголошено, що бізнес буде зосереджений виключно на торговій марці GAME. Асортимент магазинів сключає ігрові консолі, мобільні телефони, аксесуари до комп'ютерів, тощо.
GAME Digital plc відзвітувала про фінансові втрати в розмірі 10,4 мільйона фунтів стерлінгів за 12-місячний період з липня 2016 року по липень 2017 року. За відповідний період 2015—2016 років компанія мала чистий прибуток у розмірі 7,1 млн. Фунтів стерлінгів.
У червні 2019 року Game Digital погодилася на поглинання компанії Frasers Group за 52 мільйони фунтів стерлінгів.